# Stazione di Sagamihara
La stazione di Sagamihara (相模原駅?, Sagamihara-eki) è la stazione ferroviaria di rappresentanza dell'omonima città giapponese, situata nel quartiere di Chūō-ku, ed è servita dalla linea Yokohama della JR East.

## Linee
East Japan Railway Company
■ Linea Yokohama

## Struttura
La stazione di Sagamihara è realizzata in superficie con un marciapiede a isola servente due binari.
| 1 | ■ Linea Yokohama |  | per Hashimoto e Hachiōji                                        |
| 2 | ■ Linea Yokohama |  | per Machida, Shin-Yokohama, Kikuna, Higashi-Kanagawa e Yokohama |

## Stazioni adiacenti
| «              | Servizio       | »              |
| Linea Yokohama | Linea Yokohama | Linea Yokohama |
| -------------- | -------------- | -------------- |
| Yabe           | Locale         | Hashimoto      |
| Machida        | Rapido         | Hashimoto      |